# Soraya – Sklavin des Orients
Soraya – Sklavin des Orients (Originaltitel: Anthar l’invincibile) ist ein italienischer Spielfilm aus dem Jahre 1964 mit Kirk Morris und Michèle Girardon in den Hauptrollen.

## Handlung
Die orientalische Stadt Veranor im islamischen Mittelalter. Durch einen gewaltsamen Putsch und den Mord an König Sandor übernimmt dessen verräterischer Wesir Ganor selbst die Macht. Ganor will die schöne Prinzessin Soraya, Tochter des ermordeten Königs, zu seiner Frau nehmen, um seine Herrschaft auch gegenüber dem Volk zu legitimieren. Soraya entzieht sich Ganor und stürzt aus einem Fenster in den Fluss hinab. Ganor geht davon aus, dass Soraya tot ist.
Soraya treibt flussabwärts und wird von Antharis und dessen Freund Ainu gefunden und gerettet. Anhand ihrer Kleidung erkennt Antharis sogleich, dass Soraya königlichen Geblüts sein muss. Er selbst offenbart, dass er vor kurzem durch zufällige Abwesenheit einen Überfall auf sein Dorf überlebt hat, bei dem bis auf Ainu, dem die Zunge herausgeschnitten wurde, alle Bewohner getötet wurden. Antharis will Rache und die unbekannten Verantwortlichen zur Rechenschaft ziehen. Kurz darauf werden sie von jedoch von Sklavenjägern überfallen. Antharis und Ainu werden bewusstlos geschlagen und Soraya verschleppt. Antharis wacht rechtzeitig auf, überwindet einige der Wachen und bringt die Identität der Sklavenjäger in Erfahrung. Der Anführer Murad arbeitet für den Sklavenhändler Akrim, der auf einer Zelt-Karawanserei seine menschliche Ware anbietet. Soraya wird zu Akrim verschleppt, rechtzeitig zum großen Sklavenmarkt am nächsten Tag, zu dem mehrere Fürsten anreisen. Akrim interessiert sich zunächst jedoch mehr für eine Bauchtanz tanzende Sklavin als die anreisenden Fürsten, bis ihm Soraya ins Zelt gebracht wird. Akrim verkündet ihr, sie sei keine Königin mehr, sondern nur noch eine morgen zu versteigernde Sklavin.
Am nächsten Tag erreichen Antharis und Ainu den Sklavenmarkt, wo die ersten Sklavinnen verkauft werden. Soraya will fliehen, wird von der Sklaventänzerin vom Vortag von dem Plan jedoch verbal abgehalten, da es sinnlos sei aus dem Lager in die Wüste zu fliehen – erst wenn sie verkauft sei, könnte sich eine Fluchtmöglichkeit ergeben. Soraya beschließt das demütigende Los anzunehmen und wird auf den Verkaufspodest gebracht. Mit einem Schlag erregt sie das Interesse der anwesenden potenziellen Käufer, darunter des reichen Sultans Gamal. Während sich die Preise für die ersten Sklavinnen noch zwischen 200 und 1000 Piaster bewegen, schießt der Preis nun astronomisch in die Höhe. Gamal bietet 30.000 Piaster, woraufhin die Konkurrenz aufgibt, doch Akrim will durch seinen Lakaien Murad den Preis auf 50.000 Piaster erhöhen. Gamal, der weiß, dass er mit dem Geld stattdessen eine neue Stadt in seinem Reich bauen könnte, ist derart besessen von Soraya, dass er schließlich den verlangten Preis erneut überbietet und Soraya als Sklavin ersteigert.
Kurz darauf bricht Gamal mit Soraya und seiner Karawane auf, gefolgt von Antharis und Ainu, die versteckt den Verkauf im Lager beobachtet haben. Am Abend schlägt Gamals Karawane das Nachtlager auf. Gamal will nun mit Soraya die Nacht verbringen. Als Soraya sich weigert, versucht Gamal sie zu vergewaltigen. Indem Antharis und Ainu im Lager die Pferde scheu machen, lösen sie Chaos aus und verhelfen Soraya zur Flucht. Gamal reitet zu Akrim und verlangt sein Geld zurück, da ihm Soraya abhandengekommen ist. Akrim erfährt so sowohl von Soraya als auch von Antharis, weigert sich aber Gamal das Geld zurückzugeben, da dieser ihm seinerseits Soraya nicht zurückgeben kann. Als Gamal daraufhin Akrim angreift, wird er von dessen Männern von hinten erdolcht.
Bald darauf erfahren Soraya und Antharis, die sich inzwischen ineinander verliebt haben, dass in den Bergen ein Mann namens Selim zusammen mit anderen Königstreuen den Widerstand gegen das neue Regime von Ganor organisiert. Antharis beschließt in die Stadt zu reiten, um sich einen Überblick über die Lage zu machen, während Ainu und Soraya sich zu Selim begeben. In der Stadt gelingt es Antharis sich Zugang zum Palast zu verschaffen. Nur von einer einzelnen verschwiegenen Sklavin entdeckt, kommt Antharis in den Harem von Ganor, der sich viele Sklavinnen genommen hat und beim abendlichen Gelage sich nun eine für die Nacht aussuchen will. Doch dann trifft Akrim ein, der Ganor sprechen will. Es offenbart sich, dass Ganor Antharis Dorf vernichtet hat und er selbst in den Sklavenhandel mit eingebunden ist: seine Männer rauben neue Sklaven, Akrim verkauft sie. Akrim berichtet, dass Soraya zwischenzeitlich in seinem Besitz war, jedoch aus der Obhut ihres neuen Besitzers Gamal fliehen konnte. Um zu verhindern, dass Akrim das Wissen, dass Soraya noch lebt, weitergibt und weil er Ganor mit diesem Wissen unterschwellig erpresst, führt Ganor Akrim in ein Spiegelkabinett und ersticht ihn dort.
Antharis findet im Kerker Sorayas Bruder, Prinz Daikor vor. Zwar gelingt Daikor die Flucht aus dem Palast, doch wird Antharis von den Wochen festgenommen. Während Ganor in der Stadt die Frauen der mutmaßlichen Rebellenkämpfer festnehmen lässt, um sie als Sklavinnen zu verkaufen, gelangt Daikor gelangt zu Soraya und bereitet seine ihm treu ergebenen Kämpfer auf einen Angriff auf die Stadt vor. Der Angriff erfolgt, als Antharis in einer Tierarena um sein Leben gegen ein Nashorn kämpfen muss. In der Unruhe gelingt ihm die Flucht, Daikors Truppen gelangen in die Stadt. Es kommt zum finalen Kampf zwischen Antharis und Ganor im Spiegelkabinett, bei dem Ganor schließlich aus einem Fenster stürzt und stirbt. Soraya und Antharis sind wieder glücklich vereint.

## Wissenswertes
Der Film wurde unter unterschiedlichsten Titeln in verschiedenen Ländern angeboten. In den USA lief er unter dem Titel Wüstenteufel gegen den Sohn des Hercules (Devil of the Desert Against the Son of Hercules), in Frankreich und Großbritannien als Sklavenhändler (Marchands d'esclaves / The Slave Merchants), in Spanien als Soraya, Königin der Wüste (Soraya, reina del desierto), und in Deutschland als Soraya – Sklavin des Orients und Anthar – Rächer der Sklaven.

## Kritiken
Der US-amerikanische Autor und Rassismusforscher Jack Shaheen listete den Film in seiner kritischen Film-Enzyklopädie Reel Bad Arabs – How Hollywood vilifies a people auf und attestiert dem Film die Verwendung stereotyper, teils rassistischer Darstellungen von Arabern.
„Das Hohelied vom starken Mann, vor orientalischen Kulissen zelebriert. Trotz ungezählter Leichen und viel Haremsherzeleid von entwaffnender Naivität und unfreiwilliger Komik.“ (Lexikon des internationalen Films: )